# Yamamoto Teijirō

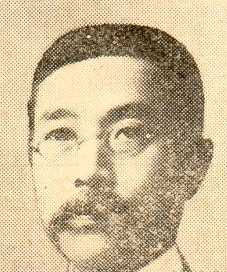
Yamamoto Teijirō

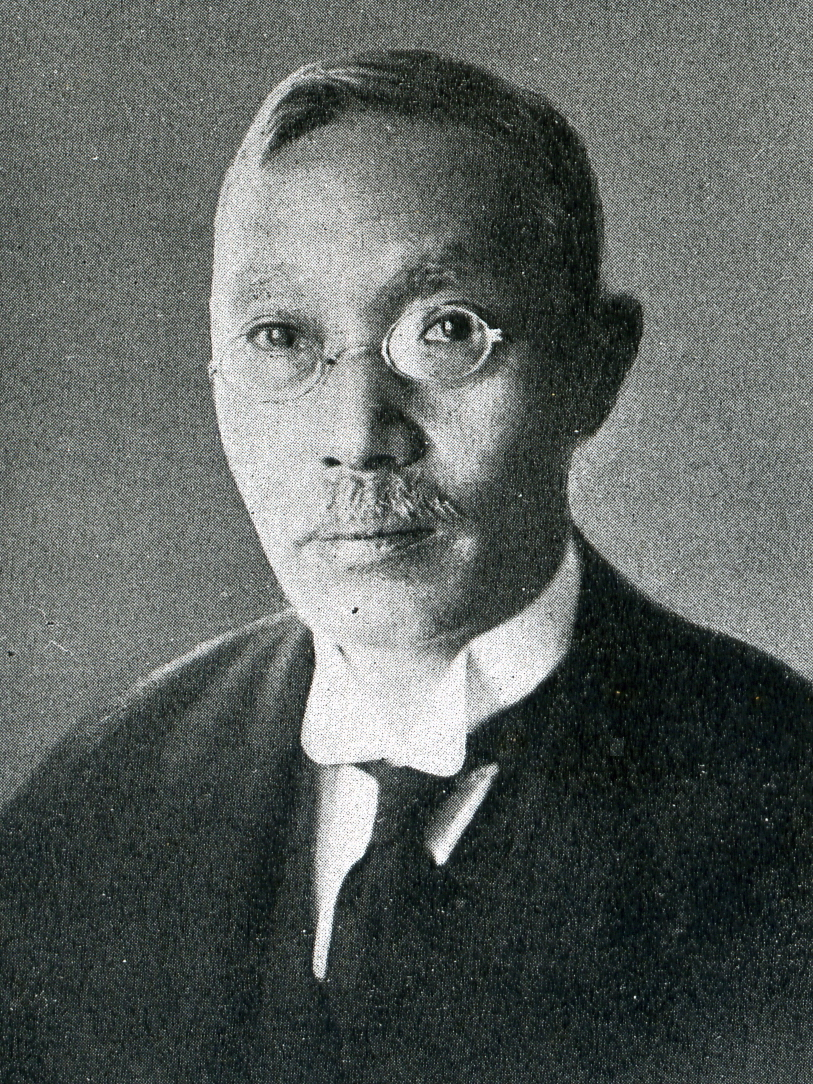
Yamamoto Teijirō (1932)

Yamamoto Teijirō (jap. 山本 悌二郎; * 10. Februar 1870 in Mano (heutiges Sado); † 14. Dezember 1937 in Tokio) war ein japanischer Agronom, Unternehmer, Parlamentarier und Minister.

## Biographie
Er wurde in eine adelige Familie geboren, war für eine Diplomatenkarriere prädestiniert und studierte in Deutschland von 1887 bis 1893 mit dem Ziel, moderne Staatsverwaltung und neuere Entwicklungen in der Landwirtschaft kennenzulernen und auf Japan zu übertragen. Als Student trat er in die Akademische Gesellschaft Gemüthlichkeit ein, welche später in Corps Germania Hohenheim umbenannt wurde. Auf der Basis seines sehr erfolgreichen Agrarstudiums an der Hochschule Hohenheim promovierte er 1894 an der Universität Leipzig über ein kameralistisches Thema mit magna cum laude.
Zurück in Japan war er als Geschäftsmann maßgeblich am Aufbau der privaten japanischen Zuckerindustrie und der Modernisierung der Landwirtschaft beteiligt.
Als Parlamentarier im Abgeordnetenhaus von 1904 bis 1936 und als zweimaliger Landwirtschaftsminister förderte er die Umwandlung teilweise feudaler landwirtschaftlicher Produktionsstrukturen und unterstützte bäuerliche Kapitalbildung und Investitionen, um die Landwirtschaft zu modernisieren und um die Produktion und landwirtschaftliche Selbstversorgung Japans zu steigern.
Als Privatmann, Humanist und Historiker begeisterte sich Teijirō auch für chinesische Geschichte, schrieb Gedichte und sammelte alte chinesische Handschriften und Gemälde, die er auch der Öffentlichkeit zugänglich machte. Er blieb zeitlebens eng mit Deutschland verbunden, war ab 1929 Präsident des Deutsch-Japanischen Vereins und verstarb hochgeehrt 1937 in Tokio.
Yamamotos jüngerer Bruder war der ehemalige japanische Außenminister Arita Hachirō.